# SPA-086/021
SPA-86/21 é uma rodovia brasileira do estado de São Paulo. Faz a ligação entre o Trecho Sul do Rodoanel Mário Covas e o Complexo Viário Jacu Pêssego no município de Mauá, São Paulo. Seu traçado é de aproximadamente 4,4km.
É uma rodovia administrada pela concessionária SPMar e possui uma praça de pedágio no seu trecho.

A partir de 4 de julho de 2014, com a inauguração do trecho leste do Rodoanel, esta ligação deixou de integrar o complexo viário. Uma nova praça de pedágio foi construída no trajeto definitivo. 